# قائمة اللجان الوطنية لمنظمة اليونيسف
توجد لجان وطنية لليونيسف في 36 دولة صناعية في جميع أنحاء العالم، تم إنشاء كل منها كمنظمة غير حكومية محلية مستقلة. تعمل اللجان الوطنية بشكل عام وصوت مخلص لليونيسف، وتقوم بجمع الأموال من القطاع الخاص، وتعزيز حقوق الأطفال، وتأمين رؤية عالمية للأطفال المهددين بالفقر والكوارث والنزاع المسلح وسوء المعاملة والاستغلال.
يتم تمويل اليونيسف حصريًا من خلال المساهمات الطوعية، وتقوم اللجان الوطنية بشكل جماعي بجمع حوالي ثلث الدخل السنوي لليونيسف. يأتي ذلك من خلال مساهمات من الشركات ومنظمات المجتمع المدني وأكثر من 6 ملايين مانح فردي في جميع أنحاء العالم. كما أنهم يحشدون العديد من الشركاء المختلفين - بما في ذلك وسائل الإعلام ومسؤولي الحكومة الوطنية والمحلية والمنظمات غير الحكومية والمتخصصين مثل الأطباء والمحامين والشركات والمدارس والشباب وعامة الناس - بشأن القضايا المتعلقة بحقوق الطفل .

## البلدان
البلدان التالية هي موطن لجان اليونيسف الوطنية.
- UNICEF Committee for Andorra
- UNICEF Australia
- UNICEF Austria
- UNICEF Belgium
- UNICEF Canada
- Czech Committee for UNICEF
- UNICEF Denmark
- UNICEF Estonia
- UNICEF Finland
- UNICEF France
- UNICEF Germany
- UNICEF Greece
- Hong Kong Committee for UNICEF
- UNICEF Hungary
- UNICEF Iceland
- UNICEF India
- UNICEF Ireland
- Israeli Fund for UNICEF
- UNICEF Italy
- UNICEF Japan
- UNICEF Jordan
- Korean Committee for UNICEF
- Lithuanian National Committee for UNICEF
- UNICEF Luxembourg
- UNICEF the Netherlands
- UNICEF New Zealand
- UNICEF Norway
- UNICEF Poland
- UNICEF Portugal
- National Committee for UNICEF of San Marino
- UNICEF Slovakia
- UNICEF Slovenia
- UNICEF Spain
- UNCEF Sweden
- UNICEF Switzerland
- UNICEF Turkey
- UNICEF UK
- U.S. Fund for UNICEF